# Sette nani
I sette nani (in tedesco Sieben Zwerge) sono dei personaggi immaginari della fiaba Biancaneve dei fratelli Grimm.

## Storia originale
I sette nani abitano in una casa nel folto del bosco e tutti i giorni vanno a lavorare in una miniera dall'altra parte della foresta dall'alba al tramonto. Un giorno trovano nella loro casa la principessa Biancaneve, scampata all'uccisione da parte del cacciatore per ordine della regina. I nanetti, dopo un primo attimo di sgomento e di stupore per l'intrusione, sono felici di ospitare la dolce Biancaneve, che in cambio li aiuta nelle faccende domestiche.
Per due volte i nani riescono a salvare la vita di Biancaneve dai tentativi della regina di ucciderla. Questa, sotto le spoglie di una venditrice ambulante, ricorre dapprima a una cintura che stringe la vita di Biancaneve fino a toglierle il respiro, la seconda volta a un pettine avvelenato che la fa svenire quando se lo passa tra i capelli. I sette nani riescono ogni volta a far riprendere i sensi alla fanciulla e le ingiungono di non far entrare nessuno in casa. La regina si ripresenta alla fine travestita da contadina e riesce a convincere Biancaneve ad assaggiare una mela avvelenata. Biancaneve cade in uno stato di morte apparente. Dopo aver tentato invano di svegliarla, i nani la pongono in una bara di cristallo in cima a una collina in mezzo al bosco, dove la vegliano per molto tempo.
Un principe che passa di lì a cavallo chiede di portare la bara nel suo castello, per poterla ammirare e onorare per tutti i giorni della sua vita, e i nanetti acconsentono. Nel trasportare la bara uno dei servi del principe inciampa in una radice scoperta e fa cadere la bara giù per il fianco di una collina. Durante la caduta, dalla bocca di Biancaneve esce il boccone di mela avvelenato, e così la ragazza si risveglia. In altre versioni (ad esempio in quella del cartone animato di Walt Disney) è invece il principe a risvegliarla con un bacio.

### Possibili fonti di ispirazione nella realtà
Secondo una teoria elaborata nel 1986 dal ricercatore Karl-Heinz Barthels la storia di Biancaneve sarebbe stata ispirata da una vicenda realmente accaduta in Germania nel XVIII secolo, quella di Maria Sophia Margaretha Catherina von Erthal.
La nobile aveva perso la madre in età giovanile e suo padre si era risposato con Claudia Elisabeth von Reichenstein, che aveva usato la sua nuova posizione sociale per favorire i suoi figli di primo letto, a scapito della von Erthal che finì assassinata.
La ragazza sarebbe stata addirittura costretta a lasciare il palazzo per vivere nei boschi lì attorno; in questi boschi erano presenti numerose miniere di carbone, nelle quali, a motivo degli stretti cunicoli, venivano impiegati uomini di statura molto bassa quando non addirittura bambini. Questa sarebbe la fonte di ispirazione dei sette nani.
Secondo altre teorie i nani sarebbero un'evoluzione dei leggendari spiriti dei boschi delle leggende celtico-norrene, i quali erano in genere rappresentati con proporzioni corporee ridotte e avevano un carattere gioviale e altruista.

## Adattamenti
I sette nani appaiono in diversi adattamenti della fiaba:

### Film
- Snow White (1916): interpretati da Irwin Emmer, Billy Platt, Herbert Rice, Jimmy Rosen e altri tre (tutti non accreditati)
- Snow White (1916)
- Snow White (1917): interpretati da Baby Early Gorman e altri sei.
- Biancaneve e i sette nani (1937)
- Coal Black and de Sebben Dwarfs (1943), cartone animato Looney Tunes: doppiati da Mel Blanc.
- I sette nani alla riscossa (1951): interpretati da Salvatore Furnari, Francesco Gatto, Mario Mastrantoni, Giovanni Solinas, Arturo Tosi, Domenico Tosi e Ulisse Lorenzelli.
- Schneewittchen (1955)
- La meravigliosa favola di Biancaneve (Pamuk Prenses ve 7 cüceler) (1970): interpretati da Tayar Yildiz, Harun Atalay, Ali Abbas Bayer, Aydin Babaoglu, Mehmet Asik e altri due. In italiano sono stati doppiati da Elio Pandolfi, Isa Di Marzio, Emanuela Rossi, Paolo Lombardi, Edoardo Nevola, Leonardo Severini e Carlo Buratti.
- La principessa sul pisello (1973): interpretati da Luigi D'Ecclesia, Salvatore Furnari e altri, con nomi cambiati in Sozzolo, Mosciolo, ecc.
- Biancaneve & Co. (1982): interpretati da Tiberio Murgia, Enzo Garinei, Aldo Ralli e altri quattro.
- Biancaneve (Snow White) (1987): interpretati da Billy Barty, Mike Edmonds, Malcom Dixon, Gary Friedkin, Arturo Gil, Toni Cooper e Ricardo Gil, doppiati in italiano da Gastone Pescucci, Roberto Del Giudice, Massimo Corizza, Sandro Pellegrini, Maurizio Reti e Giovanni Petrucci.
- Biancaneve - E vissero felici e contenti (Happily Ever After. Snow White's Greatest Adventure) (1989): sono delle nane, doppiate in originale da Carol Channing, Zsa Zsa, Linda Gary, Sally Kellerman e Tracey Ullman, e in italiano da Elsa Camarda, Rossella Acerbo, Isabella Pasanisi, Anna Rita Pasanisi, Vittorio Stagni, Flaminia Jandolo e Miranda Bonansea.
- C'era una volta Biancaneve (Sněhurka a sedm trpasliku) (1992): interpretati da Iwan Sabijak, Igor Sanikow, Nikolai Misyura, Atka Janousková, Imre Schnellert, Janos Petrowski e Atilla Vega.
- The Magic Riddle (Fantasia Magica) (1992)
- Biancaneve e i sette nani (1995)
- La vera storia di Biancaneve (Snow White. The Fairest of Them All) (2001): interpretati da Michael Gilden, Mark J. Trombino, Vincent Schiavelli, Penny Blake, Martin Klebba, Warwick Davis e Michael J. Anderson, e doppiati in italiano da Luigi Ferraro, Fabrizio Mazzotta, Oliviero Dinelli, Emanuela Baroni, Corrado Conforti, Pino Ammendola e Fabrizio Vidale.
- 7 Zwerge - Männer Allein im Wald (2004): interpretati da Otto Waalkes, Heinz Hoenig, Ralf Schmitz, Martin Schneider, Markus Majowski, Boris Aljinovic e Mirco Nontschew.
- 7 Zwerge - Der Wald ist nicht Genug (2006): Otto Waalkes, Heinz Hoenig, Ralf Schmitz, Martin Schneider, Gustav Peter Wöhler, Boris Aljinovic e Mirco Nontschew
- Cenerentola e gli 007 nani (Happily N'Ever After) (2006) : doppiati in originale da John DiMaggio e Tom Kenny.
- Sydney White - Biancaneve al college (2007): interpretati da Jack Carpenter, Jeremy Howard, Danny Strong, Samm Levine, Adam Hendershott, Donté Bonner e Arnie Pantoja, doppiati in italiano da David Chevalier, Marco Baroni, Paolo Vivio, Alessio Puccio, Davide Quatraro e altri due.
- Biancaneve e gli 007 nani (Happily N'Ever After 2) (2009)
- Biancaneve (Mirror Mirror) (2012): interpretati da Danny Woodburn, Martin Klebba, Sebastian Saraceno, Jordan Prentice, Mark Povinelli, Joe Gnoffo e Ronald Lee Clark, doppiati in italiano da Simone Mori, Mirko Mazzanti, Raffaele Palmieri, Luigi Ferraro, Luigi Scribani, Mino Caprio e Corrado Conforti.
- Marina e i 7 nani (2010): interpretati da Joey Leta, El Palpador, Aldo Ralli e altri quattro.
- Biancaneve e il cacciatore (Snow White & the Huntsman) (2012): inizialmente in 8, sono interpretati da Ian McShane, Bob Hoskins, Johnny Harris, Toby Jones, Eddie Marsan, Ray Winstone, Nick Frost e Brian Gleeson, doppiati in italiano da Renzo Stacchi, Carlo Reali, Alessio Cigliano, Dario Oppido, Franco Mannella, Edoardo Siravo, Fabrizio Vidale e Nanni Baldini.
- I 7 nani (2015)
- Biancaneve (2025)

### Serie e miniserie televisive
- Snow White, della serie animata Betty Boop (1933)
- Le favole più belle (Festival Of Family Classics) (1972-1976).
- Le più belle favole del mondo (Manga Sekai Mukashi Banashi) ( 1976-1979).
- Nel regno delle fiabe (Shelley Duvall's Faerie Tale Theatre) (1984)
- C'era una volta ( Sekai dōwa anime zenshū,) (1986).
- Le fiabe son fantasia ( Gurimu meisaku gekijō) (1987-1989).
- Le più belle fiabe dei fratelli Grimm (Acht auf einen Streich - Schneewittchen) (2009)
- La leggenda di Biancaneve (Shirayuki Hime no Densetsu) (1994): doppiati in originale da Hiroshi Naka, Tetsuya Iwanaga, Kozo Shyoya, Junichi Sugahara, Nobuyuki Furuta, Katsumi Suzuki e Wataru Takagi, e in italiano da Sante Calogero, Gualtiero Scola, Pietro Ubaldi, Umberto Tabarelli, Roberto Colombo, Sergio Romanò e Riccardo Peroni.
- Simsalagrimm (1999)
- Libri in TV (1994).
- C'era una volta (Once Upon a Time) (2011): interpretati da Lee Arenberg, David Paul Grove, Faustino Di Bauda, Gabe Khouth, Michael Coleman, Mig Macario e Jeffrey Kaiser, doppiati in italiano da Claudio Fattoretto, Edoardo Nevola, Luigi Ferraro, Carlo Scipioni, Marco Giansante e altri due.

### Versione Disney

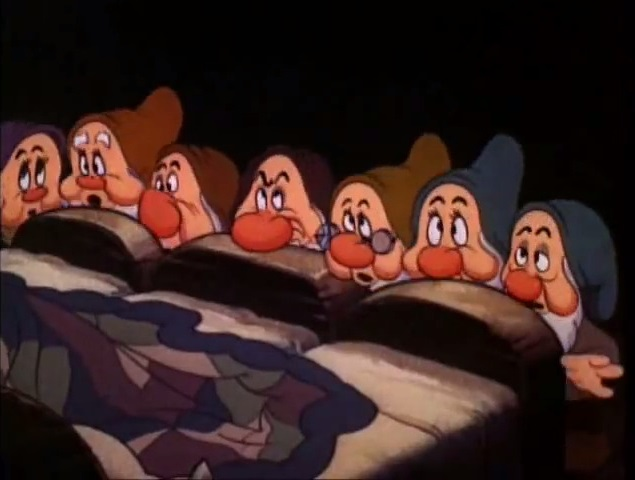
I sette nani nella versione Disney

I sette nani sono i coprotagonisti principali del primo Classico Disney, Biancaneve e i sette nani, del 1937.
Nel film, i nani vivono in una piccola casetta nel bosco e, per vivere, lavorano in una miniera trovando diamanti in quantità e altre gemme d'ogni qualità, al punto che ne hanno "da buttar", ma nonostante ciò continuano a scavare. Un giorno, mentre rientrano a casa dopo il lavoro, trovano la principessa Biancaneve rifugiata nella loro casa, la accolgono e accettano di farla rimanere con loro. L'indomani mattina, i nani si recano come al solito alla miniera, ma avvertono Biancaneve di non aprire a nessuno, data la minaccia della Regina. Mentre stanno per lavorare, vengono avvertiti dagli animali del pericolo della Regina, poi salgono in groppa ai cerbiatti e armati di bastoni corrono verso casa. Inseguono la Regina, che muore cadendo in un burrone, nel fallito tentativo di travolgerli con un enorme macigno. Tornati a casa, trovano Biancaneve che sembra morta. I nani mettono Biancaneve in una bara di cristallo e rimangono a vegliare sempre accanto a lei, finché il principe la risveglierà con un bacio. I nani gioiscono e salutano Biancaneve, che parte sul cavallo bianco assieme al principe e vivranno insieme per sempre felici e contenti. 
Nel remake del 2025, Biancaneve, i sette nani aiutano Biancaneve e Jonathan a fermare la Regina cattiva e riprendersi il trono, inoltre, a differenza del film originale, Cucciolo si dimostra capace di parlare quando prova coraggio alla fine, ed è anche il narratore del film. Sono doppiati rispettivamente da: Jeremy Swift, Martin Klebba, George Salazar Andy Grotelueschen, Tituss Burgess, Jason Kravits e Andrew Barth Feldman . Sono animati in CGI e realizzati su modello di varie persone. Unico vero interprete nano all'interno del film è un membro della banda di Jonathan.
I sette nani appaiono anche nella serie animata House of Mouse - Il Topoclub e fanno un cameo in Il re leone 3 - Hakuna Matata, dove possono essere visti alla fine, mentre camminano verso i loro posti al cinema. In Topolino e il cervello in fuga, Cucciolo è curiosamente nel videogioco che sta giocando Topolino a inizio film, mentre si scontra con Grimilde. 

#### Descrizione
- Dotto (Doc): il nano più colto e saggio di tutti (si potrebbe indicare come il capo e il più anziano del gruppo) e l'unico che porta gli occhiali. Quando è nervoso sbaglia a parlare e scambia sillabe e vocali tra le parole. Quando i nani sono in disaccordo tra loro, tenta sempre di proporre una soluzione che vada bene per tutti.
- Brontolo (Grumpy): il nano con il naso più grande, ha un'espressione sempre seria ed imbronciata e un carattere scontroso e irascibile, anche se in alcune occasioni viene mostrato un suo lato più sensibile (per esempio quando viene baciato da Biancaneve). Brontolo è il primo dei nani a riprendere in mano la situazione dopo aver scoperto che Biancaneve è in pericolo e incita i suoi compagni a inseguire la matrigna di Biancaneve, guidando lui stesso l'inseguimento fin sul dirupo della montagna.
- Gongolo (Happy): il più corpulento di tutti i nani, ha un'innata allegria e dalla sua espressione traspare sempre una grande felicità. È l'unico dei nani ad avere, curiosamente, le sopracciglia bianche.
- Pisolo (Sleepy): è il nano dormiglione, che ha perennemente sonno e tende ad addormentarsi sempre e dovunque, in qualsiasi momento. Nonostante ciò è piuttosto acuto, infatti è il primo a rendersi conto che Biancaneve è in pericolo quando gli animali del bosco cercano di portare lui e gli altri nani a salvare la principessa. Spesso è tormentato da una mosca, che gli dà tanto fastidio, ma la notte dorme insieme a lui.
- Mammolo (Bashful): è il nano più timido, oltre a essere molto emotivo e pauroso. Arrossisce sempre quando qualcuno, in particolare Biancaneve, gli rivolge la parola o lo guarda, ma è anche abbastanza romantico e ama l'idea del vero amore.
- Eolo (Sneezy): chiamato nella versione italiana come il Dio greco dei venti, porta questo nome in quanto caratterizzato dalla sua allergia da fieno, che lo fa starnutire molto spesso, e il suo starnuto è così potente da essere capace di spegnere incendi e spazzare via oggetti e persone.
- Cucciolo (Dopey): l'unico nano che non parla (Gongolo dice che, semplicemente, "non ha mai provato") ed il più giovane e pasticcione del gruppo. Caratterizzato dalle grandi orecchie e dal naso piccolo, è l'unico nano calvo e senza barba e l'unico che non armeggia un piccone ma una vanga. Indossa abiti troppo grandi per lui e di solito chiude la fila dei nani quando vanno e tornano dalla miniera, camminando tra l'altro fuori tempo.In realtà pare che Cucciolo non sia un nano, ma un bambino che ancora non sa parlare.

#### Doppiatori
| nano     | Versione originale | Versione italiana     | Versione italiana     |
| nano     | Versione originale | (doppiaggio del 1938) | (doppiaggio del 1972) |
| -------- | ------------------ | --------------------- | --------------------- |
| Brontolo | Pinto Colvig       | Amilcare Pettinelli   | Manlio Busoni         |
| Cucciolo | Eddie Collins      | originale             | originale             |
| Dotto    | Roy Atwell         | Olinto Cristina       | Roberto Bertea        |
| Eolo     | Billy Gilbert      | Gero Zambuto          | Vittorio Di Prima     |
| Gongolo  | Otis Harlan        | Cesare Polacco        | Carlo Baccarini       |
| Mammolo  | Scotty Mattraw     | Lauro Gazzolo         | Silvio Spaccesi       |
| Pisolo   | Pinto Colvig       | Gianni Mazzanti       | Giancarlo Maestri     |

#### Nomi nelle diverse lingue
Di seguito sono riportati i nomi dei sette nani della versione Disney nelle diverse lingue.
| lingua     | Dotto      | Brontolo    | Pisolo       | Mammolo     | Gongolo    | Eolo        | Cucciolo  |
| ---------- | ---------- | ----------- | ------------ | ----------- | ---------- | ----------- | --------- |
| albanese   | I mençuri  | Nevriku     | Gjumashi     | I turpshmi  | I qeshuri  | Tështima    | Memeci    |
| arabo      | دوك        | غضبان       | نعسان        | خجول        | سعيد       | عطوس        | دوبى      |
| armeno     | Խելացի     | Փնթփնթան    | Ամաչկոտ      | Փռշտացող    | Ուրախ      | Քնկոտ       | Հիմարիկ   |
| ceco       | Doktor     | Bručoun     | Dřímal       | Stydlín     | Štístko    | Kejchal     | Šmudla    |
| croato     | Učo        | Ljutko      | Pospanko     | Stidljivko  | Srećko     | Kihavko     | Glupko    |
| cinese     | 萬事通     | 愛生氣      | 瞌睡蟲       | 害羞鬼      | 開心果     | 噴涕精      | 糊塗蛋    |
| ebraico    | דוק        | רטנוני      | ישנוני       | ביישני      | עליזי      | אפצ'י       | שתיה      |
| esperanto  | Dok        | Grumblulo   | Dormulo      | Timemulo    | Ĝojulo     | Ternulo     | Ŝmirulo   |
| danese     | Brille     | Gnavpot     | Søvnig       | Flovmand    | Lystig     | Prosit      | Dumpe     |
| finlandese | Viisas     | Jörö        | Unelias      | Ujo         | Lystikäs   | Nuhanenä    | Vilkas    |
| francese   | Prof       | Grincheux   | Dormeur      | Timide      | Joyeux     | Atchoum     | Simplet   |
| georgiano  | დოკი       | ბრაზიანი    | მძინარა      | მორცხვი     | მხიარული   | სნიზი       | სულელი    |
| giapponese | 先生       | おこりんぼ  | ねぼすけ     | てれすけ    | ごきげん   | くしゃみ    | おとぼけ  |
| greco      | Σοφός      | Γκρινιάρης  | Υπναράς      | Ντροπαλός   | Καλόκαρδος | Συναχωμένος | Χαζούλης  |
| inglese    | Doc        | Grumpy      | Sleepy       | Bashful     | Happy      | Sneezy      | Dopey     |
| irlandese  | Saoi       | Cancrán     | Codlatán     | Cúthalachán | Sonaí      | Sraothachán | Simpleoir |
| islandese  | Glámur     | Naggur      | Purkur       | Kútur       | Teitur     | Hnerrir     | Álfur     |
| kazako     | Ақылды     | Жұбаншақ    | Ұйқышыл      | Ұялшақ      | Күлегеш    | Түшкiршек   | Қарапайым |
| latino     | Medicullus | Severus     | Somniculosus | Verecundus  | Beatus     | Sternuens   | Fatuus    |
| norvegese  | Brille     | Sinnataggen | Sövnig       | Blygen      | Lystig     | Prosit      | Minsten   |
| olandese   | Doc        | Grumpie     | Dommel       | Bloosje     | Giechel    | Niezel      | Stoetel   |
| persiano   | داک        | گرامپی      | اِسلیپی       | بَشفول       | هَپی        | اسنیزی      | دوپی      |
| polacco    | Mędrek     | Gburek      | Śpioszek     | Nieśmiałek  | Wesołek    | Apsik       | Gapcio    |
| portoghese | Mestre     | Zangado     | Soneca       | Dengoso     | Feliz      | Atchim      | Dunga     |
| russo      | Профессор  | Ворчун      | Засоня       | Скромник    | Весельчак  | Чихун       | Простак   |
| spagnolo   | Sabio      | Gruñón      | Dormilón     | Tímido      | Feliz      | Mocoso      | Mudito    |
| svedese    | Kloker     | Butter      | Trötter      | Blyger      | Glader     | Prosit      | Toker     |
| tedesco    | Chef       | Brummbär    | Schlafmütze  | Pimpel      | Happy      | Hatschi     | Seppl     |
| turco      | Doktor     | Huysuz      | Uykucu       | Utangaç     | Mutlu      | Meraklı     | Salak     |
| ungherese  | Tudor      | Morgó       | Szundi       | Szende      | Vidor      | Hapci       | Kuka      |

#### Altri media
I sette nani sono apparsi in diverse storie su Topolino tra gli anni '50 e '90. La prima delle storie italiane è I sette nani cattivi contro i sette nani buoni, mentre ne L'inferno di Topolino si è avuta la prima apparizione di Cucciolo che parla.
Brontolo è invece il protagonista di Brontolo e Briciola ambientata durante il periodo natalizio. Nella storia a fumetti I 7 Nani e l'anello di betulla pubblicata nel 1960, scritta e disegnata da Romano Scarpa, l'autore veneziano crea un ottavo nano, Zenzero, definito dagli altri nani "il più intraprendente di tutti", che lasciò i suoi compagni per andare in cerca di fortuna girando il mondo.
I nani appaiono inoltre nel videogioco Kingdom Hearts Birth by Sleep. Ne La storia di Ventus, il giovane giunge in questo mondo nominato il ''Bosco dei Nani'' in cerca del suo amico Terra, e sulle montagne vede passare i 7 nani e entra nella grotta di diamanti per chiedere informazioni. I nani scambiano il giovane per un ladro e fuggono, e Ventus incredulo li ritrova tutti e cerca di spiegarsi meglio. I nani continuano a non credergli e lo cacciano dalla grotta e il giovane si allontana. In seguito conosce Biancaneve che la scorta fino alla casa dei nani, e si allontana. Al suo ritorno trova Biancaneve con i Nani che continuano a crederlo un ladro, ma Biancaneve lo protegge affermando che è stato lui ad accompagnarla. I nani chiedono a Biancaneve cosa sia successo e la ragazza gli spiega che è fuggita perché un ragazzo con una chiave spada ha tentato di attaccarla, Ventus capisce che si tratta di Terra e si arrabbia, ma incredulo va in cerca di prove da dimostrare ai nani dell'innocenza del suo amico. Nel bosco affronta Treant folle, e mentre cerca Terra trova ai suoi piedi una mela e si accorge che l'ha persa una mendicante (Ventus non sa che quella mela è avvelenata e che quella vecchietta è Grimilde tramutata) e gliela restituisce, vedendo il suo Keyblade Grimilde le dice che Terra l'ha aggredita per avere informazioni su Master Xehanort (Grimilde mente ma afferma ciò per vendicarsi), Ventus incredulo non avendo prove dell'innocenza del suo amico decide di andarsene. Ne La storia di Aqua, questi giunge nei pressi della casa dei nani e li vede piangere vicino a una bara. I nani le spiegano che Biancaneve è stata avvelenata mangiando una mela datale da una vecchia mendicante e le dicono che la Regina e scappata via. La ragazza decide di aiutare i nani e su loro consiglio si avventura nel castello di Grimilde per trovare consigli su come risvegliare Biancaneve. Nell'atrio del castello trova il principe che le chiede se conosce Biancaneve e Aqua le spiega cose le è successo e subito il principe raggiunge la casa dei nani. Aqua giunge nella sala di Grimilde e lotta contro lo specchio magico, dopo ave vinto raggiunge il principe e assiste al suo bacio e al risveglio di Biancaneve, e felice esclama che ciò può essere solo un miracolo mentre i nani felici fanno festa (come avviene nel film).  
Sono i protagonisti della serie animata I 7N.  
I Sette Nani disneyani compaiono nel franchise di Shrek. Nel musical si scopre che Brontolo è il padre di Lord Farquaad e che lo ha concepito con La principessa sul pisello. 

## Nomi
Di seguito sono riportati i nomi dei sette nani nei diversi adattamenti.
| Opera                                           | Nomi                     | Nomi      | Nomi      | Nomi             | Nomi       | Nomi     | Nomi            | Nomi                                                  |
| ----------------------------------------------- | ------------------------ | --------- | --------- | ---------------- | ---------- | -------- | --------------- | ----------------------------------------------------- |
| Biancaneve e i sette nani (1937)                | Brondolo                 | Cucciolo  | Dotto     | Eolo             | Gongolo    | Mammolo  | Pisolo          |                                                       |
| La meravigliosa favola di Biancaneve (1970)     | Brondolo                 | Cucciolo  | Dotto     | Eolo             | Gongolo    | Mammolo  | Pisolo          |                                                       |
| Biancaneve & Co. (1982)                         | Brondolo                 | Cucciolo  | Dotto     | Eolo             | Gongolo    | Mammolo  | Pisolo          |                                                       |
| Biancaneve (1987)                               | Brontolo                 | Cucciolo  | Dotto     | Eolo             | Gongolo    | Mammolo  | Pisolo          |                                                       |
| Biancaneve - E vissero felici e contenti (1988) | Fangosa                  | Radiosa   | Bocciola  | Marina           | Selvaggia  | Lunella  | Fulminella      |                                                       |
| La leggenda di Biancaneve (1994)                | Brontolo                 | Cucciolo  | Dotto     | Eolo             | Gongolo    | Mammolo  | Pisolo          |                                                       |
| La vera storia di Biancaneve (2001)             | Lunedì                   | Martedì   | Mercoledì | Giovedì          | Venerdì    | Sabato   | Domenica        |                                                       |
| Sydney White - Biancaneve al college (2007)     | Gurkin                   | George    | Lenny     | Spanky           | Terrence   | Jeremy   | Embele          |                                                       |
| C'era una volta (2011)                          | Sognolo/Brontolo (Leroy) | Cucciolo  | Dotto     | Eolo (Mr. Clark) | Gongolo    | Mammolo  | Pisolo (Walter) | Svicolo (poi sostituito dal gigante Anton/Scricciolo) |
| Le più belle fiabe dei fratelli Grimm (2009)    | Knirps                   | Gorm      | Querx     | Niffel           | Schrat     | Quarx    | Wichtel         |                                                       |
| Biancaneve il musical (2011/2012)               | Ortica                   | Castagna  | Pignolo   | Polline          | Porcino    | Mieloso  | Selvatica       |                                                       |
| Biancaneve (2012)                               | Grimm                    | Macellaio | Lupo      | Napoleone        | Mezzapinta | Mangione | Risata          |                                                       |
| Biancaneve e il cacciatore (2012)               | Beith                    | Muir      | Quert     | Coll             | Duir       | Gort     | Nion            | Gus                                                   |
| I 7N (2014)                                     | Brontolo                 | Cucciolo  | Dotto     | Eolo             | Gongolo    | Mammolo  | Pisolo          |                                                       |